# Hermann Scheidleder
Hermann Scheidleder (* 28. Dezember 1949 in Linz) ist ein österreichischer Volksschauspieler, der seit 1993 dem Ensemble des Wiener Burgtheaters angehört.

## Leben und Werk
Scheidleder schloss seine Schauspielausbildung am Mozarteum in Salzburg mit Auszeichnung ab und erhielt die Lilli-Lehmann-Medaille. Auf sein Debüt am Stadttheater Regensburg folgten Engagements am Theater für Vorarlberg, am Stadttheater Bremerhaven, am Staatstheater Darmstadt, am Wiener Volkstheater und am Theater in der Josefstadt. 

### Theater
Bei den Salzburger Festspielen debütierte Scheidleder 1970 in der Otomar-Krejča-Inszenierung von Becketts Warten auf Godot, gehörte 1973 und 1974 zum Ensemble von Giorgio Strehlers Shakespeare-Inszenierung Das Spiel der Mächtigen, spielte von 1976 bis 1980 den Seppel in Nestroys Der Talisman unter der Regie von Otto Schenk und kehrte 2006 als Burgtheater-Ensemblemitglied in Peter Handkes Die Unvernünftigen sterben aus zurück. Ab 2001 gastierte er auch regelmäßig bei den Festspielen Reichenau.
Seit 1993 ist Scheidleder Ensemblemitglied des Burgtheaters. Er übernahm Rollen in Produktionen von Martin Kušej, Nicolas Stemann, Christoph Schlingensief, Sven-Eric Bechtolf, Karlheinz Hackl und Matthias Hartmann. Zu seinen Rollen zählen der Montfleury in Rostands Cyrano de Bergerac, der Erzbischof in Schillers Die Jungfrau von Orleans, sowie eine Reihe von Nestroy-Rollen: der Kraps in Einen Jux will er sich machen, der Justitiarius Staubmann im Zerrissenen und der Altgesell im Färber und sein Zwillingsbruder. Auch spielte er in den Uraufführungen von Elfriede Jelineks Bambiland und Babel sowie in Anja Hillings Bulbus und in weiteren zeitgenössischen Werken von René Pollesch und Roland Schimmelpfennig. Die Zeitschrift Format bezeichnete ihn als Ausnahmespieler: „Hermann Scheidleder ist ein Theaterurgestein, spielt im Burgtheater gegen jede Konvention und ohne Rücksicht auf Verluste.“
Substantielle Erfolge errang der Schauspieler als Havlitschek in Ödön von Horváths Geschichten aus dem Wiener Wald in der Regie von Stefan Bachmann am Wiener Akademietheater und als Strudel in Johann Nestroys Der böse Geist Lumpacivagabundus in der begeistert aufgenommenen Matthias-Hartmann-Inszenierung der Salzburger Festspiele 2013, die nach wie vor am Spielplan des Wiener Burgtheaters steht.

### Film und Fernsehen
Vor der Kamera stand Hermann Scheidleder u. a. in Wolfgang Murnbergers Film Komm, süßer Tod nach dem Roman von Wolf Haas und als Pfarrer in Drei Herren von Nikolaus Leytner. Im Fernsehen sah man Scheidleder in einer Reihe von Serien: im Kommissar Rex, zweimal als Stockinger in Vier Frauen und ein Todesfall und viermal als Karl Grubmüller im Winzerkönig.

## Nachweise
1. ↑  Michaela Knapp: Scheidleder: "Ich mache alles mit, wenn ich eine Idee des Regisseurs dahinter sehe.", Format, 20. März 2009

| Personendaten    | Personendaten                 |
| ---------------- | ----------------------------- |
| NAME             | Scheidleder, Hermann          |
| KURZBESCHREIBUNG | österreichischer Schauspieler |
| GEBURTSDATUM     | 28. Dezember 1949             |
| GEBURTSORT       | Linz                          |